# گروه ماپا
گروه ماپا (انگلیسی: Mapa Group) شرکت خوشه‌ای ترکیه‌ای است، که در سال ۱۹۷۶ توسط مهمت نظیف گونال تأسیس شد.